# Маґесіма
Маґесіма (яп. 馬毛島) — один з островів Сацунан, зазвичай класифікується як острів групи Осумі, належить до префектури Каґосіма, Японія. Він адмініструється містом Нісіноомоте, розміщеним на острові Танеґасіма.

## Географія

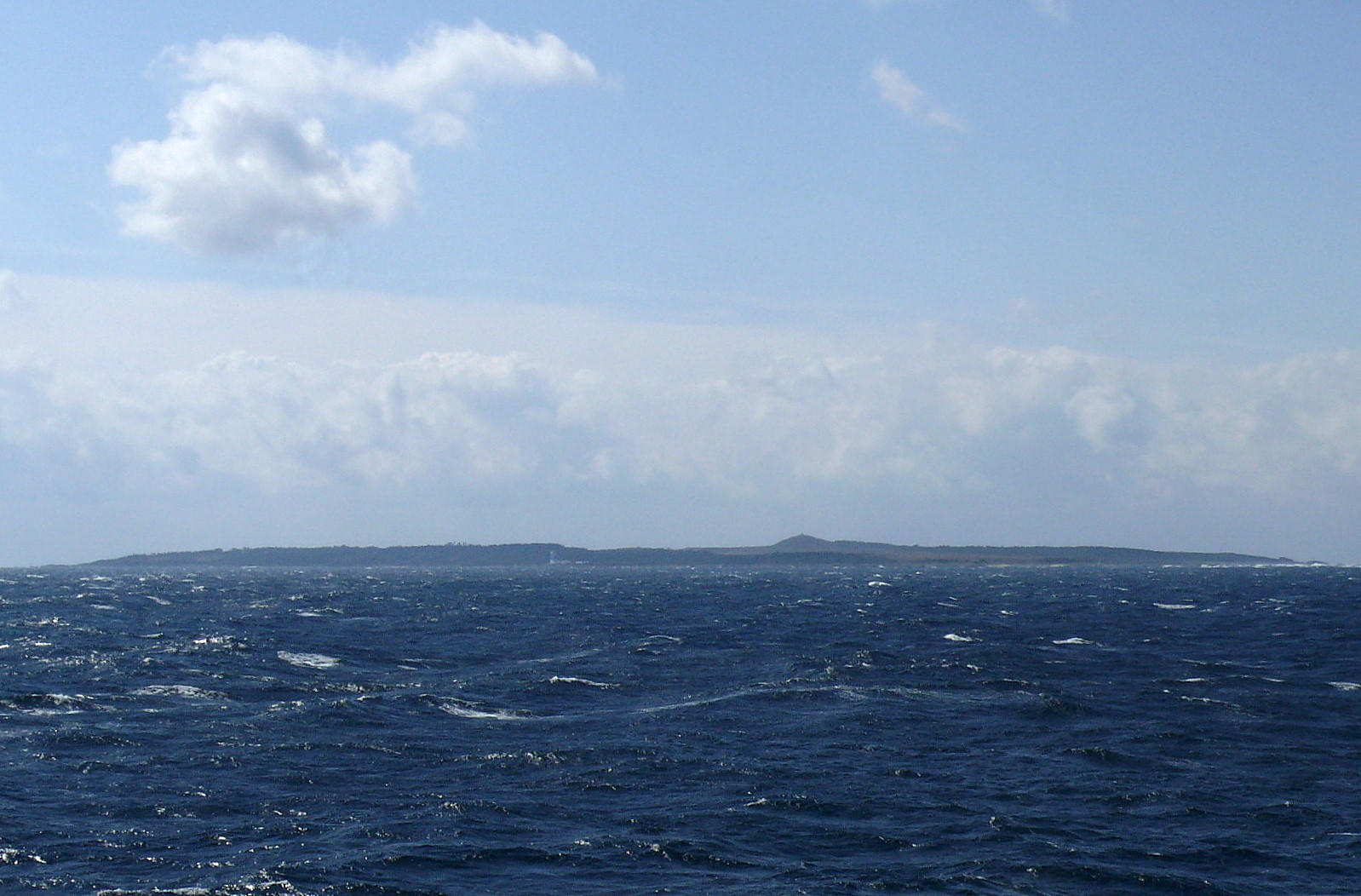
Маґесіма, вид зі сходу (2010).

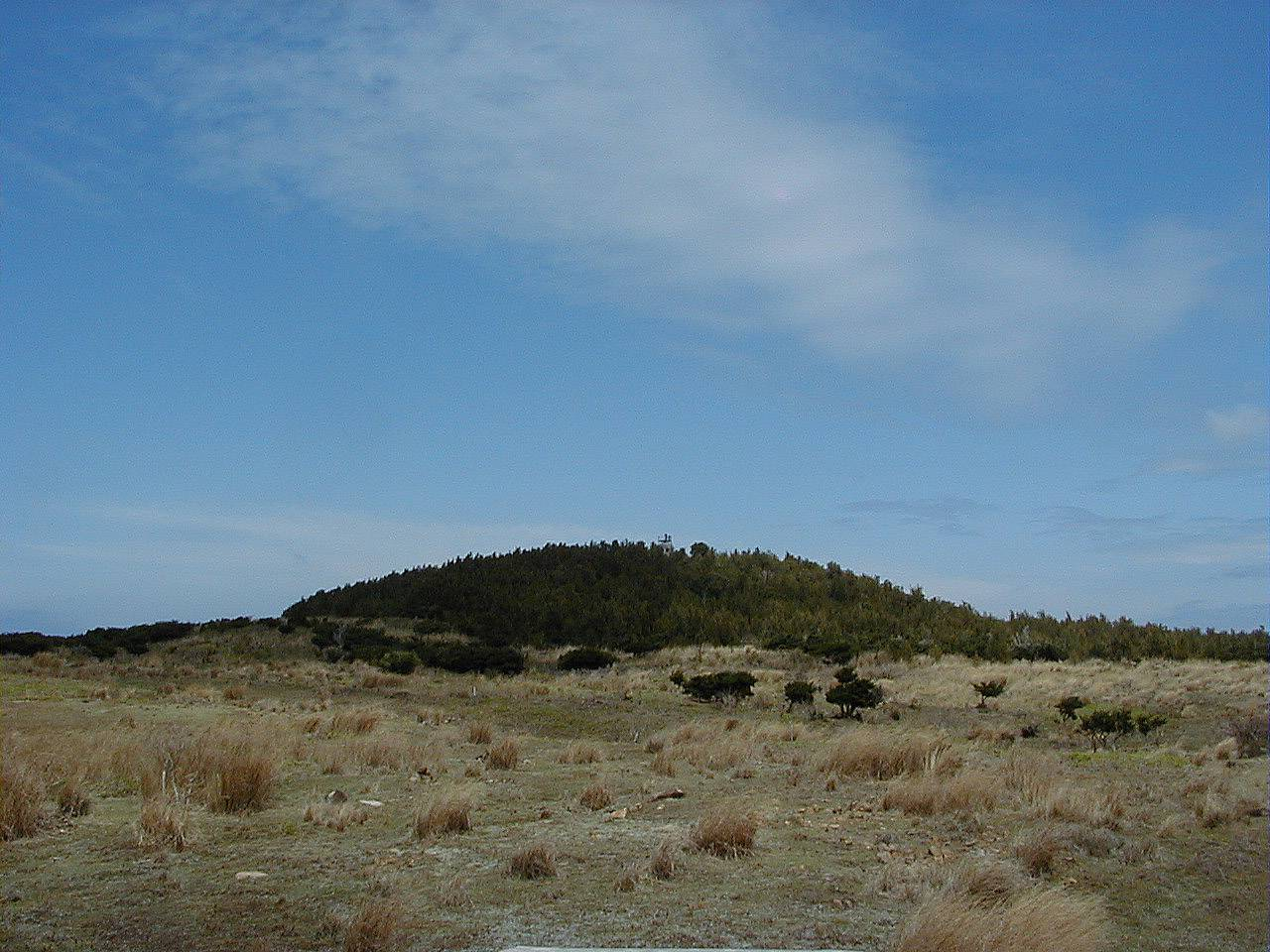
Найвища точка острову, Такенокосі.

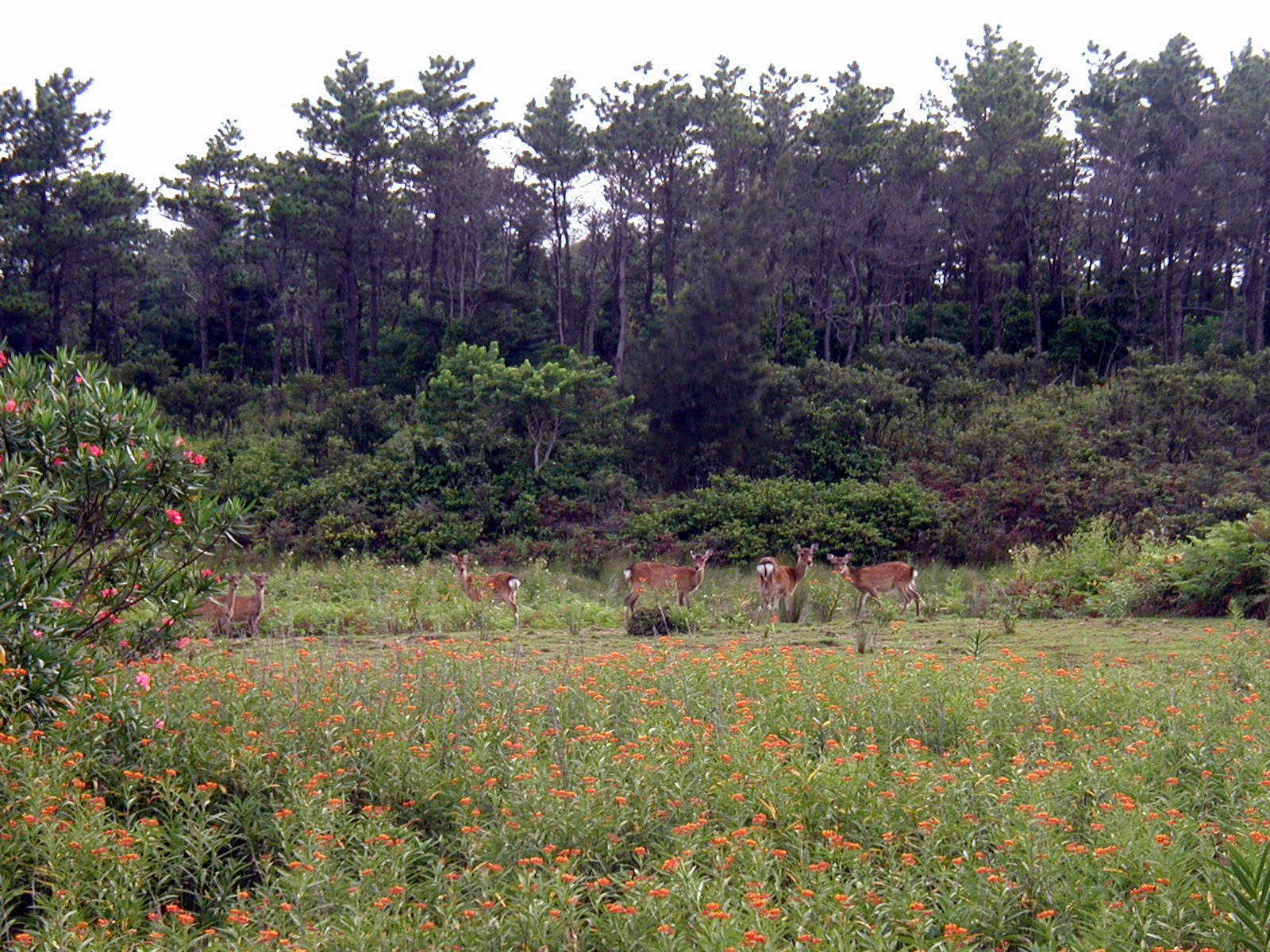
Олені Сіка на Маґесімі.

Маґесіма знаходиться в 12 км на захід від Танеґасіми. Острів має вулканічне походження і площу приблизно 8,2 км2. Найвища точка на острові — Такенокосі (яп. 岳之越) з висотою 71,7 метрів над рівнем моря. Місцевість переважно низька та рівнинна. На острові немає річок, а його геологія не підходить для сільського господарства.
На острові є олені Сіка. В околицях острову є хороші рибольські угіддя.
Клімат острова класифікується як субтропічний, сезон дощів з травня по вересень.

## Історія

### Від періоду Камакура до повоєнного періоду
Маґесіма була населена, принаймні сезонно, з періоду Камакури (1185–1333 рр. н. е.), оскільки рибалки із сусідньої Танеґасіми використовували острів як тимчасову базу. Жителів евакуювали під час Другої світової війни з міркувань безпеки. У 1951 році було зроблено намагання колонізувати острів з допомогою уряду, і населення острова досягло піку в 528 чоловік у 113 домогосподарствах в 1958 році. Економіка острова базувалася на виробництві цукрової тростини та оцту, а також на промисловому рибальстві. Однак труднощі із сільським господарством через шкідників та через іноземну конкуренцію змусили багатьох жителів острова покинути острів наприкінці 1960-х.

### Після війни
У 1974 році Heiwa Sogo Bank створив курортне підприємство та запропонував плани з будівництва національного запасу нафти на острові, але жоден з цих планів не здійснився. У березні 1980 року останній житель покинув острів.
У 1995 році дочірня компанія Tateishi Construction придбала острів і оголосила про плани побудови на острові посадкового поля для японського космічного шатла HOPE-X. Також були оголошені інші плани стосовно створення сховища відпрацьованого ядерного палива. Однак врешті будівництво не розпочалося, а сам проект HOPE-X був скасований у 2003 році.

### Викуп землі та військова база
У 2009 році Маґесіма розглядався як можливе місце передислокації повітряної станції морської піхоти "Футенма" з Ґіновану, Окінава, або, принаймні, як місце для передислокації наземних тренувальних літаків ВМС США. Однак згодом Tateishi Construction потрапило під розслідування за податкове шахрайство та за змову з політиками щодо проекту. Початкові рубки дерев для очищення території для запропонованих злітно-посадкових смуг проводились без належного дозволу, а у вересні 2011 року місцеві рибалки подали позови про пошкодження риболовних територій через незаконні рубки.
У 2011 році Японія погодилася надати американським військовим новий навчальний майданчик замість Іото (острів, що раніше називався Іво-дзіма). У листопаді 2019 року уряд Японії уклав угоду з токійською девелоперською компанією Taston Airport про придбання Маґесіми за 16 мільярдів ієн (146 мільйонів доларів). Він стане базою сил самооборони Японії та навчальним майданчиком для проведення практик посадки літаків на базі авіаносців США. Ймовірно, там будуть розміщені нові спільні ударні винищувачі F-35B Lightning II та V-22 Ospreys, придбані у США. Головний секретар кабінету міністрів Японії Йосіхіде Суґа заявив, що "придбання острова Маґесіма є надзвичайно важливим і служить посиленню стримування [Китаю] японсько-американським союзом, а також обороноздатності Японії". На базі перебуватиме від 150 до 200 військовослужбовців, і один-два рази на рік вони прийматимуть практику висадки польових перевізників ВМС США (FLCP). За повідомленнями японських новин, база матиме дві злітно-посадкові смуги, порт та ангар.